# Saméon
Saméon is een gemeente in het Franse Noorderdepartement (Frans: département du Nord). De gemeente telde 1.722 inwoners op 1 januari 2022.

## Geschiedenis
Saméon behoorde tijdens het ancien régime tot de heerlijkheid van de Abdij van Saint-Amand die gelegen was in de Tournaisis. Tot 1521 was Tournaisis Frans. Het werd veroverd door keizer Karel V en bleef onderdeel van de Spaanse Nederlanden tot 1668 (Vrede van Aken). Terwijl de rest van Tournaisis in 1713 door de Vrede van Utrecht weer bij de Nederlanden kwam, bleven Saint-Amand en Saméon Frans.

## Geografie
De oppervlakte van Saméon bedroeg op 1 januari 2022 8,82 vierkante kilometer; de bevolkingsdichtheid was toen 195,2 inwoners per km².

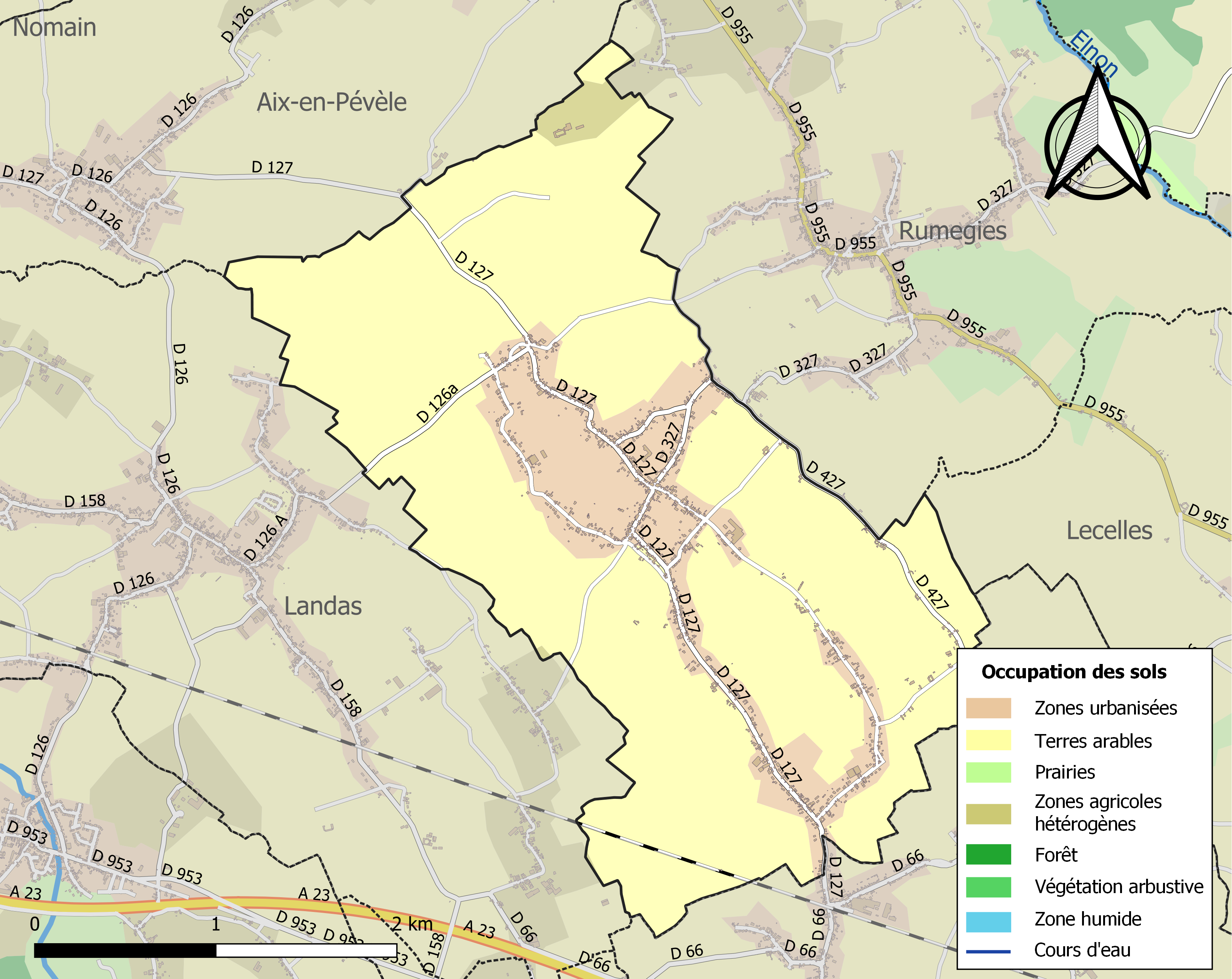
Kaart van de gemeente met belangrijkste infrastructuur, bodemgebruik en omliggende gemeenten

## Bezienswaardigheden
- De Sint-Martinuskerk (Église Saint-Martin) werd omstreeks 1771 gebouwd waartoe een oudere kerk werd gesloopt. Deze kerk stond 1 km noordelijker in het gehucht Vieux-Condé. Later werd op die plaats de Chapelle Notre-Dame-de-Grâce gebouwd.
- Op het kerkhof van Saméon bevinden zich zes Britse oorlogsgraven uit de Eerste Wereldoorlog.

## Natuur en landschap
De hoogte aan de kerk bedraagt 29 meter.

## Demografie
Onderstaande figuur toont het verloop van het inwonertal (bron: INSEE-tellingen).

## Nabijgelegen kernen
Rumegies, Aix-en-Pévèle, Landas, Rosult